# Arctosa algerina
Arctosa algerina este o specie de păianjeni din genul Arctosa, familia Lycosidae, descrisă de Roewer, 1960.
Este endemică în Algeria. Conform Catalogue of Life specia Arctosa algerina nu are subspecii cunoscute.